# Campeonato Europeo de Lucha de 1998
El L Campeonato Europeo de Lucha se celebró en el año 1998 en dos sedes distintas. Las competiciones de lucha grecorromana en Minsk (Bielorrusia) y las de lucha libre masculina y femenina en Bratislava (Eslovaquia). Fue organizado por la Federación Internacional de Luchas Asociadas (FILA) y las correspondientes federaciones nacionales de los países sedes respectivos.

## Resultados

### Lucha grecorromana masculina
| Evento | Oro                            | Plata                          | Bronce                      |
| ------ | ------------------------------ | ------------------------------ | --------------------------- |
| 54 kg  | Boris Ambartsumov · Rusia      | Natiq Eyvazov Azerbaiyán       | Marian Sandu · Rumania      |
| 58 kg  | Armen Nazarian Bulgaria        | Rafik Simonian · Rusia         | Igor Petrenko · Bielorrusia |
| 63 kg  | Şeref Eroğlu Turquía           | Nikolai Monov · Rusia          | Oleh Lytvynenko · Ucrania   |
| 69 kg  | Alexandr Tretiakov · Rusia     | Vladimir Kopytov · Bielorrusia | Adam Juretzko · Alemania    |
| 76 kg  | Murat Kardanov · Rusia         | Jvicha Bichinashvili Georgia   | Nazmi Avluca Turquía        |
| 85 kg  | Hamza Yerlikaya Turquía        | Serguei Tsvir · Rusia          | Martin Lidberg · Suecia     |
| 97 kg  | Serguei Lishtvan · Bielorrusia | Mikael Ljungberg · Suecia      | Hakkı Başar Turquía         |
| 130 kg | Alexandr Karelin · Rusia       | Heorhi Saldadze · Ucrania      | Serguei Mureiko Bulgaria    |

### Lucha libre masculina
| Evento | Oro                          | Plata                         | Bronce                        |
| ------ | ---------------------------- | ----------------------------- | ----------------------------- |
| 54 kg  | Olexandr Zajaruk · Ucrania   | Herman Kantoyeu · Bielorrusia | Amiran Kardanov · Grecia      |
| 58 kg  | Davit Pogosian Georgia       | Murad Umajanov · Rusia        | Yevhen Buslovych · Ucrania    |
| 63 kg  | Serafim Barzakov Bulgaria    | Siarhei Smal · Bielorrusia    | Elbrus Tedeyev · Ucrania      |
| 69 kg  | Yüksel Şanlı Turquía         | Zaza Zazirov · Ucrania        | Velijan Alajverdiyev · Rusia  |
| 76 kg  | Alexander Leipold · Alemania | Arayik Guevorguian Armenia    | Adam Saitiyev · Rusia         |
| 85 kg  | Buvaisar Saitiyev · Rusia    | Davyd Bichinashvili · Ucrania | Jozef Lohyňa · Eslovaquia     |
| 97 kg  | Eldar Kurtanidze Georgia     | Marek Garmulewicz · Polonia   | Aftandil Xanthópulos · Grecia |
| 130 kg | Aydın Polatçı Turquía        | Milan Mazáč · Eslovaquia      | David Musulbes · Rusia        |

### Lucha libre femenina
| Evento | Oro                              | Plata                         | Bronce                       |
| ------ | -------------------------------- | ----------------------------- | ---------------------------- |
| 46 kg  | Inga Karamchakova · Rusia        | Mette Barlie · Noruega        | Farah Touchi Francia         |
| 51 kg  | Yelena Yegoshina · Rusia         | Tanja Sauter · Alemania       | Angélique Berthenet Francia  |
| 56 kg  | Anna Gomis Francia               | Sara Eriksson · Suecia        | Diletta Giampiccolo · Italia |
| 62 kg  | Nikola Hartmann-Dünser · Austria | Stéphanie Groß · Alemania     | Lene Aanes · Noruega         |
| 68 kg  | Ewelina Pruszko · Polonia        | Galina Ivanova Bulgaria       | Elmira Kurbanova · Rusia     |
| 75 kg  | Nina Englich · Alemania          | Tetiana Komarnytska · Ucrania | Monika Kowalska · Polonia    |

## Medallero
| Núm. | País        | Oro | Plata | Bronce | Total |
| ---- | ----------- | --- | ----- | ------ | ----- |
| 1    | Rusia       | 7   | 4     | 4      | 15    |
| 2    | Turquía     | 4   | 0     | 2      | 6     |
| 3    | Alemania    | 2   | 2     | 1      | 5     |
| 4    | Bulgaria    | 2   | 1     | 1      | 4     |
| 5    | Georgia     | 2   | 1     | 0      | 3     |
| 6    | Ucrania     | 1   | 4     | 3      | 8     |
| 7    | Bielorrusia | 1   | 3     | 1      | 5     |
| 8    | Polonia     | 1   | 1     | 1      | 3     |
| 9    | Francia     | 1   | 0     | 2      | 3     |
| 10   | Austria     | 1   | 0     | 0      | 1     |
| 11   | Suecia      | 0   | 2     | 1      | 3     |
| 12   | Eslovaquia  | 0   | 1     | 1      | 2     |
| 12   | Noruega     | 0   | 1     | 1      | 2     |
| 14   | Armenia     | 0   | 1     | 0      | 1     |
| 14   | Azerbaiyán  | 0   | 1     | 0      | 1     |
| 16   | Grecia      | 0   | 0     | 2      | 2     |
| 17   | Italia      | 0   | 0     | 1      | 1     |
| 17   | Rumania     | 0   | 0     | 1      | 1     |
|      | TOTAL       | 22  | 22    | 22     | 66    |